# Karguibangou
Karguibangou ou Kargui Bangou est une localité et une commune rurale du Niger, du département de Dosso, région de Dosso.

## Géographie
La localité de Karguibangou est située à proximité et au sud de la route nationale 1, à 37 km à l'est du chef-lieu départemental Dosso.  
| Goroubankassam | Goroubankassam | Tombokoirey II   |
| Téssa          | Karguibangou   | Guéchémé         |
| Dioundiou      | Dioundiou      | Karakara, Zabori |

## Histoire
La commune rurale de Karguibangou instaurée en 2002, est issue des parties du canton de Dosso. 

## Population
Lors du recensement général de 2012, la population communale est relevée à 45 304 habitants. La localité compte 2 141 habitants en 2012.

## Localités
La commune s'étend sur 64 villages, 29 hameaux et 32 camps à l'est du département de Dosso.

## Services et infrastructures
- Centre de Santé Intégré (CSI) à Karguibangou, Babadey, Goumandey Seyni, Tchiangalla et Toulmey[4].
- Collège d'enseignement général (CEG) à Karguibangou,
- Centre de formation des métiers (CFM) à Karguibangou.